# Lin Carter
Linwood Vrooman Carter (São Petersburgo, 9 de junho de 1930 - Montclair, 7 de fevereiro de 1988) foi um prolífico autor americano de ficção científica e fantasia, bem como um editor, poeta e crítico. Ele geralmente escrever como Lin Carter; Um dos seus pseudônimos conhecidos incluem HP Lowcraft (uma alusão a H. P. Lovecraft) e Graal Undwin. Carter é bastante conhecido pelos fãs de espada e feitiçaria pelas histórias de Conan, o bárbaro e Kull da Atlântida de Robert E. Howard e por sua própria criação, Thongor of Lemuria.

## Publicações

### Ficção científica

#### Hautley Quicksilver
- The Thief of Thoth (1968)
- The Purloined Planet (1969)

#### The History of the Great Imperium
- Outworlder (1971)
- The Man Without a Planet (1966)
- Star Rogue (1970) (reedição Wildside 2008, ISBN 978-1-4344-9805-2 brochura, ISBN 978-1-4344-9806-9 capa dura)

#### Callisto
1. Jandar of Callisto (1972)
2. Black Legion of Callisto (1972) Callisto Volume 1 (2000 - incluindo Jandar of Callisto and Black Legion of Callisto)
3. Sky Pirates of Callisto (1973) (reedição Wildside 2008, ISBN 978-1-4344-9803-8  brochura, ISBN 978-1-4344-9804-5 capa dura)
4. Mad Empress of Callisto (1975) (reedição Wildside 2007, ISBN 1434494977)
5. Mind Wizards of Callisto (1975)
6. Lankar of Callisto (1975)
7. Ylana of Callisto (1977)
8. Renegade of Callisto (1978)

#### The Green Star
1. Under the Green Star (1972) (reedição Wildside 2002, ISBN 1587156474)
2. When the Green Star Calls (1973) (reedição Wildside 2008, ISBN 978-1-4344-9809-0 brochura comercial, ISBN 978-1-4344-9810-6 capa dura)
3. By the Light of the Green Star (DAW Books, 1974) (reedição Wildside 2008, ISBN 978-1-4344-9795-6 brochura, ISBN 978-1-4344-9796-3 capa dura)
4. As the Green Star Rises (1975) (reedição Wildside 2008, ISBN 978-1-4344-6689-1)
5. In the Green Star's Glow (1976)

#### The Mysteries of Mars
- The Valley Where Time Stood Still (1974) (reedição Wildside 2008, ISBN 978-1-4344-6546-7)
- The City Outside the World (1977) (reedição Wildside 1999, ISBN 1587150670)
- Down to a Sunless Sea (1984) (reedição Wildside 2008, ISBN 978-1-4344-9797-0)
- The Man Who Loved Mars (1973) (reedição Wildside 1999, ISBN 1587150301)

#### Zarkon-Lord of the Unknown
1. The Nemesis of Evil (1975) (reedição Wildside 1999, ISBN 1587150573)
2. Invisible Death (1975) (reedição Wildside 1999, ISBN 1587150581)
3. The Volcano Ogre (1976) (reedição Wildside 1999, ISBN 158715059X)
4. The Earth-Shaker (Doubleday, 1982)
5. Horror Wears Blue (1987)

#### Zanthodon
1. Journey to the Underground World (DAW Books, 1979)
2. Zanthodon (DAW Books, 1980)
3. Hurok of the Stone Age (DAW Books, 1981)
4. Darya of the Bronze Age (DAW Books, 1981)
5. Eric of Zanthodon (DAW Books, 1982) The Zanthodon MEGAPACK (2014, ISBN 978-1-4794-0450-6) (Wildside omnibus ebook de todos os cinco romances)

#### Other novels
- Destination Saturn (1967) (com Donald Wollheim escrevendo como David Grinnell)
- The Flame of Iridar (1967)
- Tower at the Edge of Time (1968) (reedição Wildside 1999, ISBN 158715093X)
- Tower of the Medusa (1969) (reedição Wildside 2011, ISBN 978-1-4344-3064-9)
- Time War (1974)

### Fantasy

#### Thongor of Valkarth
1. Young Thongor, by Lin Carter, Robert M. Price, and Adrian Cole (Wildside Press, 2012) (ISBN 978-1-4344-4101-0)
2. The Wizard of Lemuria (1965; revisado/expandido como Thongor e O Mágico da Lemúria (1969)). Em sua introdução à edição revisada, "A Word from the Author", Carter revela que as revisões consistem em restaurar certas passagens cortadas pelo editor da primeira edição, conformar certas partes do livro a detalhes descritos em livros posteriores da série, e adicionar alguns milhares de palavras de novo material.
3. Thongor of Lemuria (1966; revisado/expandido como Thongor and the Dragon City (1970))
4. Thongor Against the Gods (1967)
5. Thongor in the City of Magicians (1968)
6. Thongor at the End of Time (1968)
7. Thongor Fights the Pirates of Tarakus (1970)
8. The Sword of Thongor, por Robert M. Price com material de Carter  (Surinam Turtle Press, 2016)

Nota: O executor literário de Carter, Robert M. Price, escreveu onze histórias de Thongor, algumas baseadas em títulos ou esboços de Carter, a maioria incluída em A Espada de Thongor (três também em Young Thongor), e a restante em The Mighty Warriors (Ulthar Press, 2018). Três também estão disponíveis online: "The Creature in the Crypt," "Witch-Queen of Lemuria" and "Mind Lords of Lemuria."
Em 1978 foi feita uma tentativa de colocar um filme de Thongor em produção para lançamento em 1979. Foi intitulado Thongor no Vale dos Demônios; no entanto, o filme nunca foi produzido.

#### Conan
- Conan (1967) (com Robert E. Howard and L. Sprague de Camp)
- Conan of the Isles (1968) (com L. Sprague de Camp)
- Conan the Wanderer (1968) (com Robert E. Howard e L. Sprague de Camp) [O/N+ Conan the Adventurer (Howard & de Camp) + Conan the Buccaneer (Carter & de Camp);= The Conan Chronicles 2 (1990)]
- Conan of Cimmeria (1969) (com Robert E. Howard e L. Sprague de Camp) [O/2N+ Conan the Freebooter (Howard & de Camp);= The Conan Chronicles (1989)]
- Conan the Buccaneer (1971) (com L. Sprague de Camp)
- Conan of Aquilonia (1977) (com L. Sprague de Camp)
- Conan the Swordsman (1978) (com L. Sprague de Camp and Björn Nyberg)
- Conan the Liberator (1979) (com L. Sprague de Camp)
- Conan the Barbarian (1982) (com L. Sprague de Camp and Catherine Crook de Camp)
- Sagas of Conan (2004) (com L. Sprague de Camp and Björn Nyberg)

#### The Chronicles of Kylix
- The Quest of Kadji (1971) (reedição Wildside 1999, ISBN 1587150867)
- Amalric (inédito na íntegra)
  - "The Higher Heresies of Oolimar" (1973)
  - "The Curious Custom of the Turjan Seraad" (1976)
- The Wizard of Zao (1978)
- Kellory the Warlock (1984) (reedição Wildside 2007, ISBN 978-1-4344-9278-4)

#### Gondwane (World's End)
- The Warrior of World's End (1974) (reedição Wildside 2000, ISBN 1587153394)
- The Enchantress of World's End (1975) (reedição Wildside 2000, ISBN 1587153408)
- The Immortal of World's End (1976) (reedição Wildside 2000, ISBN 1587153416)
- The Barbarian of World's End (1977) (reedição Wildside 2000, ISBN 1587153424)
- The Pirate of World's End (1978) (reedição Wildside 2000, ISBN 1587153432)
- Giant of World's End (1969)

#### Terra Magica
1. Kesrick (1982) (reedição Wildside 2001, ISBN 1587153130)
2. Dragonrouge (1984) (reedição Wildside 2001, ISBN 1587153149)
3. Mandricardo (1987) (reedição Wildside 2001, ISBN 1587153157)
4. Callipygia (1988) (reedição Wildside 2001, ISBN 1587153165)

#### Tara of the Twilight
- Tara of the Twilight (1979)
- "For the Blood is the Life" (1984)
- "The Love of the Sea" (1984)
- "Pale Shadow" (1985)

#### Oz
Publicado postumamente por Tails of the Cowardly Lion and Friends
- The Tired Tailor of Oz (2001)
- The Merry Mountaineer of Oz (coleção de quatro romances completos de: The Awful Ogre of Ogodown, High Times on Tip Top Mountain, The Wooden Soldier of Oz, No Joy in Mudville) (2004)

#### "Colaborações póstumas" com Clark Ashton Smith
- "The Descent into the Abyss" na antologia Weird Tales #2 de Carter. Também em Robert M. Price (ed). O Livro de Eibon (Chaosium, 2002). A história é uma espécie de reescrita de "The Seven Geases", de Smith.
- "A Pena das Estrelas". In Cripta de Cthulhu nº 26 (Hallowmas 1984). Também em Robert M. Price (ed) O Livro de Eibon (Chaosium, 2002). Baseado em uma ideia de enredo de Smith encontrada por Carter nas notas holográficas de Smith (uma não impressa em The Black Book of Clark Ashton Smith).
- "A Luz do Polo" em Carter (ed) Weird Tales #1. Também em Robert M. Price (ed) O Livro de Eibon (Chaosium, 2002). Baseado no ciclo de mitos Commoriom de Smith, utilizando um rascunho inicial de "The Coming of the White Worm" de Smith.
- "O Segredo no Pergaminho". In Cripta de Cthulhu n.° 54 (Eastertide 1988). Também em Robert M. Price (ed) O Livro de Eibon (Chaosium, 2002). Mistura material derivado de Arthur Machen com o cyle Eibonic de Smith.
- "O Pergaminho de Morloc". Fantástico (outubro de 1975). Também nas antologias de Carter Year's Best Fantasy Stories No 2 (DAW 1976), pp. 143-157; e Mundos Perdidos, pp. 11-17. Também em Robert M. Price (ed) O Livro de Eibon (Chaosium, 2002).
- "As Escadas da Cripta". Fantástico 25, nº 4 (agosto de 1976), pp. 82-89. Também nas antologias de Carter Year's Best Fantasy Stories No 3 (DAW, 1977), pp. 129-40; e Mundos Perdidos, pp. 18-26 e em Robert M. Price (ed) O Livro de Eibon (Chaosium, 2002). O título vem de uma das histórias que teria sido escrita por Robert Blake em "The Haunter of the Dark", de Lovecraft. Carter também presta homenagem a histórias de Cthulhu Mythos como "The Salem Horror" de Henry Kuttner e a colaboração de E. Hoffmann Price com Lovecraft, "Through the Gates of the Silver Key".
- "A Maior Abominação" Contos Estranhos Outono ou Outono de 1973; também em Mike Ashley (ed), Weird Legacies, pp. 81-91 e em Robert M. Price (ed) The Book of Eibon (Chaosium, 2002).
- "A Vingança de Yig" na antologia Weird Tales #4 de Carter, pp. 275 e ss.
- "The Winfield Inheritance" na antologia Weird Tales No 3 de Carter, pp. 275-311.
- "Zoth-Ommog" in Edward Berglund (ed) Os Discípulos de Cthulhu Cthulhu Antologia Mythos, pp. 141-193. Nota: uma sequência deste conto foi escrita por Leigh Blackmore (ver Xothic legend cycle).

#### Pastiches de H. P. Lovecraft
- "Acólito da Chama". In Cripta de Cthulhu nº 36 (Yuletide, 1985). Reimpressão em O Livro de Eibon (Chaosium, 2002), editado por Robert M. Price. Este último observa que ambas as versões Crypt e Chaosium são a versão "posterior" da história, e que uma versão anterior existe.
- " Os Burrowers Beneath". Em Cthulhu Cultus No 6 (1997) Título retirado de uma das histórias que dizem ter sido escritas por Robert Blake em The Haunter of the Dark, de Lovecraft. Não confundir com o romance de Brian Lumley, The Burrowers Beneath (ver Chthonian (Cthulhu Mythos)), nem com a história de Robert Price na antologia de Price The Book of Eibon (Chaosium, 2002).
- "A Cidade dos Pilares". Publicado pela primeira vez na própria revista de Carter, Kadath (1974). Para ser reimpresso na Cripta de Cthulhu. Supostamente uma tradução de The Necronomicon.
- "A Descida ao Abismo". Na antologia de Carter, Weird Tales #2. Também em O Livro de Eibon (Chaosium, 2002), editado por Robert M. Price.
- "A Perdição de Yakthoob". Em The Arkham Collector No 10 (Verão de 1971). Supostamente uma tradução de The Necronomicon.
- "A Torre Dupla" em Melhor Histórias de Fantasia #1 (DAW Books, 1975). Também em O Livro de Eibon (Chaosium, 2002), editado por Robert M. Price.
- "Sonhos na Casa do Açude". Em Carter (ed), Weird Tales #4.
- "No Vale de Pnath" em Gerald Page (ed) Lugares sem nome. (Esta história tem seu título de Lovecraft, e parte de seu conteúdo da série Dreamlands de Lovecraft, enquanto também apresenta o Livro de Eibon de CA Smith.
- "A Oferenda" na Cripta de Cthulhu 1, nº 7 (Lammas 1982). Baseado principalmente em "Out of the Aeons" e "Bothon" (uma colaboração de história entre H.P. Lovecraft e Henry S. Whitehead).
- "Shaggai". In Dark Things, editado por August Derleth. O título é retirado de uma das histórias que teria sido escrita por Robert Blake em "The Haunter of the Dark", de Lovecraft. Supostamente um capítulo do Livro de Eibon.
- "Something in the Moonlight" em Weird Tales #1, editado pelo próprio Carter.
- "A Pedra de Mnar: Um Fragmento do Necronomicon". Apareceu em "Crypt of Cthulhu" #36 e reimpresso como supostamente, parte das primeiras 5 seções do Necronomicon, em Crypt of Cthulhu #70
- "A Coisa Sob Memphis". Em Cripta de Cthulhu 3, No - (WN 22)(Roodmas 1984), 3-5.
- "Eles de fora". Em "Crypt of Cthulhu" #23 como "Concerning Them from Outside" e reimpresso em Crypt of Cthulhu #70 como supostamente, parte das primeiras 5 seções do Necronomicon.
- "A Coisa no Poço". Em Mundos Perdidos de Carter. (Supostamente, uma tradução das Tábuas de Zantu).

Veja também Ciclo de lendas. Para mais informações, ver Robert M. Price "The Statement of Lin Carter", Crypt of Cthulhu 1, No 2 (Yuletide 1981), 11-19.

#### Pastiches of Lord Dunsany

##### Ikranos dreamlands cycle
- "The Poet" in The Gorgon, v. 2, no. 4, November 1948.
- "The Kings of Yu-Istam" in Scientifantasy, v. 1, no. 3, Spring 1949.
- "The Castle beyond the World" in The Fanscient, no. 10, Winter 1950.
- "King of the Golden City" in Nekromantikon, v. 1, no. 4, Winter 1950/51.
- "The Quest of Glorian the Troubadour" (unpublished).
- "The Castle in the Clouds" (unpublished).
- "Crysarion of Ith" (unpublished).
- "The Gate of Dreams" (unpublished).
- "The Crystal Key" (unpublished).
- "The Gods of Neol-Shendis" in Amra, v. 2, no. 41, July 1966 (later revised as the leadoff Simrana Cycle tale "The Gods of Niom Parma").
- "Shanizar of the Sea" (unpublished).
- "Shanizar and the City of Glass" (unpublished).
- "Aviathar and the Sword of Swords" (unpublished).

##### Simrana dreamlands cycle
- "The Gods of Niom Parma" in Warlocks and Warriors (1970) (revised from the Ikranos tale "The Gods of Neol-Shendis").
- "The Whelming of Oom" in The Young Magicians (1969).
- "Zingazar" in New Worlds for Old (1971).
- "How Sargoth Lay Siege to Zaremm" in Swordsmen and Supermen (1972).
- "The Laughter of Han" in Fantasy Tales, v. 5, no. 9, Spring 1982.
- "The Benevolence of Yib" in Crypt of Cthulhu, no. 51, Hallowmas 1987.
- "How Ghuth Would Have Hunted the Silth" in Crypt of Cthulhu, no. 54, 1988.
- "The Thievery of Yish" in Fantasy Tales, v. 10, no. 1, Autumn 1988.
- "How Doom Came Down at Last on Adrazoon" in Crypt of Cthulhu, no. 57, 1988.
- [Untitled] (complete draft)
- "How Shand Became King of Thieves" (unfinished draft)
- "Dzimadazoul" (unfinished draft)

#### Outros romances
- The Star Magicians (1966)
- Lost World of Time (1969) (reedição Wildside 2008, ISBN 978-1-4344-9801-4 brochura, ISBN 978-1-4344-9802-1 capa dura)
- The Black Star (1973) (reedição Wildside 1999, ISBN 1587150956)
- Found Wanting (1985) (reedição Wildside 2008, ISBN 978-1-4344-9799-4 brochura, ISBN 978-1-4344-9800-7 capa dura)

#### Coleções
- King Kull (1967) (Robert E. Howard)
- Beyond the Gates of Dream (Nordon Publications/Leisure Books, 1969) ISBN 978-0-8439-0519-9 (reedição Wildside 1999, ISBN 1587150786)
- Lost Worlds (DAW Books, 1980) (reedição Wildside 2008, ISBN 978-1-4344-6784-3 trade brochura, ISBN 978-1-4344-6785-0  capa dura)
- The Xothic Legend Cycle: The Complete Mythos Fiction of Lin Carter (Chaosium, 1997)
- Lin Carter's Anton Zarnak, Supernatural Sleuth. Edited by and with intro "The Many Incarnations of Anton Zarnak" by Robert M. Price. (Marietta Publishing, 2000). Collects Carter's three stories of this occult detective character together with stories of Zarnak by other authors including Price, Joseph S. Pulver, Pierre Comtois, C.J. Henderson, John L. French and James Chambers.
- Lin Carter's Simrana Cycle. Edited by Robert M. Price. (Celaeno Press, 2018)

### Poesia
- Sandalwood and Jade: Poems of the Exotic and the Strange (St Petersburg, FL:Sign of the Centaur Press, 1951; 100 cópias assinadas)
- Galleon of Dream: Poems of Fantasy and Wonder (St Petersburg, FL: Sign of the Centaur Press, 1953; 200 cópias assinadas)
- A Letter to Judith (New York, 1959; 500 copies).
- Dreams from R'lyeh (Arkham, 1975). Note: The Sonnet sequence "Dreams from R'lyeh" from this volume has been reprinted in The Xothic Legend Cycle: The Complete Mythos Fiction of Lin Carter

### Hobby games
- Royal Armies of the Hyborian Age: A Wargamers' Guide to the Age of Conan (com Scott Bizar). Fantasy Games Unlimited, 1975.[3] Illustrated by Roy Krenkel.
- Flash Gordon & the Warriors of Mongo (com Scott Bizar). Fantasy Games Unlimited, 1977. Ilustrado por Alex Raymond.

### Não-ficção
- Tolkien: A Look Behind "The Lord of the Rings" (1969) (Ballantine) (reedição Wildside 2008, ISBN 978-1-4344-9807-6 brochura, ISBN 978-1-4344-9808-3 capa dura)
- Lovecraft: A Look Behind the Cthulhu Mythos (1972) (Ballantine)
- Imaginary Worlds: the Art of Fantasy (1973) (Ballantine Adult Fantasy)
- Middle Earth: The World of Tolkien Illustrated (texto de Carter, pinturas de David Wenzel, 1977)
- "H. P. Lovecraft: The Gods" in August Derleth ed. The Shuttered Room and Other Pieces (1959) (Arkham House)

### Antologias editadas

#### Série Ballantine Adult Fantasy
Ballantine Adult Fantasy" foi inaugurado em abril de 1969, com palavras na capa de The Mezentian Gate por E. R. Eddison, e em maio, com o logotipo em The Blue Star de Fletcher Pratt, catalogado como #1. Alguns volumes posteriores também carregavam o logotipo Adult Fantasy da cabeça do unicórnio sem atribuição numérica para a série.
- Dragons, Elves, and Heroes (1969)
- The Young Magicians (1969)
- Golden Cities, Far (1970)
- New Worlds for Old (1971)
- The Spawn of Cthulhu (1971) French ed. as Les Adorateurs de Cthulhu, Champs-Élysées (Masque fantastique 12), 1979.
- Double Phoenix (1971)
- Discoveries in Fantasy (1972) (reedição Wildside 2008, ISBN 978-1-4344-6549-8)
- Great Short Novels of Adult Fantasy I (1972)
- Great Short Novels of Adult Fantasy Volume II (1972) (reedição Wildside 2008, ISBN 978-1-4344-6636-5)

#### Flashing Swords!
- Flashing Swords! #1 (1973)
- Flashing Swords! #2 (1973)
- Flashing Swords! #3: Warriors and Wizards (1976)
- Flashing Swords! #4: Barbarians and Black Magicians (1977)
- Flashing Swords! #5: Demons and Daggers (1977). Dell Books, 191 ISBN 0-440-12590-1

#### Weird Tales
- Weird Tales #1 (Zebra Books, 1981)
- Weird Tales #2 (Zebra Books, 1981)
- Weird Tales #3 (Zebra Books, 1981)
- Weird Tales #4 (Zebra Books, 1983)

#### The Year's Best Fantasy Stories
- The Year's Best Fantasy Stories (DAW Books, 1975)
- The Year's Best Fantasy Stories: 2 (DAW Books, 1976)
- The Year's Best Fantasy Stories: 3 (DAW Books, 1977)
- The Year's Best Fantasy Stories: 4 (DAW Books, 1978)
- The Year's Best Fantasy Stories: 5 (DAW Books, 1980)
- The Year's Best Fantasy Stories: 6 (DAW Books, 1980)

#### Outras antologias
- The Magic of Atlantis (1970)
- Kingdoms of Sorcery (1976)
- Realms of Wizardry (1976)